# Newmarket (Escocia)
Newmarket es una localidad situada en el concejo de Islas Hébridas Exteriores, en Escocia (Reino Unido), con una población estimada a mediados de 2016 de 1630 habitantes.
Se encuentra ubicada al este de la isla de Lewis.